# Ранкхоф (стадион)
Стадион Ранкхоф — стадион, расположенный в Базеле, где играет команда «Нордштерн» и «Базель» (U-21). До 2008 года стадион являлся домашним для команды «Конкордия Базель».

## Описание стадиона
Стадион был перестроен в период с 1993 по 1995 год. Трибуны обращены на юг, в сторону травяного поля. Северная сторона стадиона полностью построена из стекла для защиты от ветра. Размер поля — 100 х 64 метра. Оно имеет травяное покрытие и прожекторное освещение. Второе поле, к северу от трибун, такого же размера и также имеет прожекторное освещение. Также на территории спортивного комплекса есть четыре тренировочных натуральных поля и одно синтетическое. Также имеется спортивный зал и шесть теннисных кортов.